# Pseudomicroplus vieui
Pseudomicroplus vieui är en skalbaggsart som beskrevs av Marc Lacroix 1998. Pseudomicroplus vieui ingår i släktet Pseudomicroplus och familjen Melolonthidae. Inga underarter finns listade i Catalogue of Life.